# Dévanos
Dévanos település Spanyolországban, Soria tartományban. Dévanos Aguilar del Río Alhama, Ágreda, Castilruiz és San Felices községekkel határos. Lakosainak száma 72 fő (2024).

## Népesség
A település népessége az elmúlt években az alábbi módon változott:
| Lakosok száma | 129  | 115  | 104  | 100  | 96   | 93   | 85   | 79   | 77   | 72   |
|               | 2001 | 2004 | 2007 | 2009 | 2012 | 2014 | 2017 | 2019 | 2022 | 2024 |